# Bernard Maccio
Bernard Maccio est un footballeur français, né le 29 juillet 1950 à Marseille.
Cet ancien défenseur fut sélectionné en Équipe de France juniors. Il fait aujourd'hui partie de l'équipe dirigeante de l'US Avranches, dont il fut l'entraîneur emblématique pendant dix saisons.

## Carrière de joueur
- 1960-1970 : AS Monaco (D1)
- 1970-1972 : US Boulogne (D2)
- 1972-1975 : Nîmes Olympique (D1)
- 1976-1978 : US Boulogne (D2)
- 1978-1980 : Amiens SC (D2)[1]

## Parcours d'entraîneur
- 1980-1985 : AS Gien (DH)
- 1985-1986 : USM Montargis (DH)
- 1987-1997 : US Avranches (Promotions de D4 en National)
- 1997-1999 : Villedieu (DH)
- Depuis 1999 : US Avranches (18 ans)